# Tommy Atkins
Tommy Atkins (ofte bare Tommy) er et begreb for en almindelig soldat i den britiske hær, som allerede var veletableret i det 19. århundrede, men forbindes i særdeleshed med 1. verdenskrig. Det kan bruges som en henvisning, eller som en form for tiltale. Tyske soldater ville kalde på "Tommy" på tværs af ingenmandsland, hvis de ønskede at tale med en britisk soldat. Franske og Commonwealth-tropper ville også kalde britiske soldater for "Tommies". I nyere tid er udtrykket Tommy Atkins blevet brugt mindre hyppigt, selv om navnet "Tom" lejlighedsvis stadig høres, især med hensyn til faldskærmstropper.